# Tormenta tropical Barry (1995)
La tormenta tropical Barry fue el primer ciclón tropical en azotar Canadá desde la tormenta perfecta de 1991. Barry, el segundo ciclón tropical y la segunda tormenta nombrada de la temporada de huracanes del Atlántico de 1995, se formó a partir de una baja presión frontal frente a la costa sur de Estados Unidos el 6 de julio. El sistema se fortaleció gradualmente y se convirtió en tormenta tropical Barry el 7 de julio. Posteriormente, Barry se intensificó rápidamente y alcanzó una intensidad ligeramente inferior a la de un huracán, con vientos que alcanzaron los 110 km/h (70 mph). Tras casi convertirse en huracán, Barry fue perdiendo intensidad lentamente a partir del 8 de julio. Al día siguiente, Barry tocó tierra dos veces en Nueva Escocia con vientos de 95 km/h (60 mph) y 85 km/h (50 mph), respectivamente. A primeras horas del 10 de julio, Barry se transformó en ciclón extratropical.
En general, el impacto de Barry fue bastante leve, con solo algunos reportes de vientos con fuerza de tormenta tropical y lluvias ligeras en las provincias canadienses de Nueva Escocia y Terranova. Como resultado, no hubo informes de daños o muertes asociadas con la tormenta tropical Barry.

## Historia meteorológica
El sistema se originó a partir de una baja presión frontal débil con una presión de 1019 mbar (30,1 inHg) entre Bermudas y Carolina del Sur la madrugada del 5 de julio. La baja presión se desarrolló lentamente, ya que las nubes asociadas con la zona frontal se separaron del frente formando un sistema independiente durante las siguientes 24 horas. Las imágenes satelitales también revelaron que el centro de un sistema nuboso de bajo nivel se definió con mayor precisión justo al oeste de un pequeño grupo de convección profunda, y en la tarde del 6 de julio, el sistema fue declarado depresión tropical Dos.  Al principio, el sistema se movió lentamente, ya que continuó desarrollándose lentamente en el océano Atlántico subtropical. La fuerte cizalladura del viento impidió un desarrollo significativo al principio, ya que el sistema permaneció expuesto en las imágenes satelitales. A primera hora del 7 de julio, la depresión se fortaleció y se convirtió en tormenta tropical Barry a medida que comenzó a moverse hacia el noreste y la convección aumentó.
La tormenta comenzó a fortalecerse lentamente esa mañana, a medida que aumentaba su velocidad de avance y la cizalladura del viento disminuía. La presencia de una vaguada justo al suroeste de Barry también contribuyó a aumentar la convección y a fortalecer la tormenta. Aviones de reconocimiento confirmaron el fortalecimiento de una tormenta tropical de alta intensidad la tarde del 7 de julio, al encontrar una pequeña zona con vientos huracanados. Sin embargo, no se observaron indicios de formación de ojo y la presión central mínima de 998 mbar (29,5 inHg) se consideró demasiado alta para una elevación de intensidad, lo que sugiere que los vientos no estaban alcanzando la superficie. Los vientos máximos en ese momento se estimaron en 110 km/h (70 mph), justo por debajo de la intensidad de un huracán. Esa noche, Barry comenzó a debilitarse a medida que la convección disminuía. A primera hora del 8 de julio, mientras Barry se desplazaba hacia el noreste en dirección a Nueva Escocia como un sistema que se debilitaba gradualmente, se formó una formación de ojo en medio de un sistema poco organizado de nubes bajas. La presión se mantuvo prácticamente sin cambios ese día, pero los vientos disminuyeron un poco y Barry se debilitó ligeramente, manteniéndose como una tormenta tropical moderada con vientos de 50 mph (85 km/h), una intensidad que mantendría hasta tocar tierra. La presencia de una vaguada de nivel medio que se acercaba aceleró la tormenta a medida que viajaba aproximadamente a lo largo de la Corriente del Golfo. La zona central nublada y densa continuó creciendo en tamaño a medida que Barry avanzaba más hacia el norte, como resultado de un remolino cálido en la Corriente del Golfo hasta los 42° de latitud norte (aunque no fortaleció la tormenta).
En la mañana del 9 de julio, Barry comenzó a perder sus características tropicales a medida que la temperatura del agua descendía por debajo de los 20 °C (68 °F). La presión central también comenzó a disminuir gradualmente a medida que avanzaba hacia el norte. Esa tarde, Barry continuó perdiendo sus características tropicales a medida que su convección se alejaba del centro de la tormenta. Sin embargo, seguía siendo claramente una tormenta tropical cuando pasó cerca de la isla Sable. Mientras se movía rápidamente hacia el noreste, Barry tocó tierra en la isla Hart, Nueva Escocia, a primera hora de la tarde del 9 de julio como tormenta tropical de 85 km/h (50 mph) con una presión central de 990 mbar. Se debilitó ligeramente y tocó tierra en la isla de Cabo Bretón menos de una hora después. A pesar de su impresionante visibilidad satelital, la interacción entre el agua fría y la tierra permitió que la convección profunda prácticamente se disipara al tocar tierra, y la tormenta perdió la mayor parte de sus características tropicales al cruzar el estrecho de Cabot hacia la costa oeste de Terranova. Barry fue declarado completamente extratropical la madrugada del 10 de julio cerca de la costa oeste de Terranova. Como ciclón extratropical de rápido movimiento y debilitamiento, el sistema se mantuvo visible hasta que cruzó la costa este de Labrador esa mañana, momento en el que se disipó.

## Impactos
Se debilitó ligeramente y tocó tierra en la isla de cabo Bretón menos de una hora después. El agua fría provocó que la convección profunda disminuyera a medida que tocaba tierra, y la tormenta perdió la mayoría de sus características tropicales restantes mientras avanzaba hacia Terranova. Barry fue declarado extratropical la madrugada del 10 de julio cerca de la costa oeste de Terranova. Como ciclón extratropical de rápida evolución y debilitamiento, el sistema se mantuvo visible hasta que cruzó la costa este de Labrador, donde se disipó. Se registraron vientos con fuerza de tormenta tropical en Fourchu, Nueva Escocia, así como ráfagas de hasta 100 km/h (62 mph) en Port aux Basques, Terranova. Barry dejó precipitaciones importantes, con un máximo de 110 mm (4,33 pulgadas) en Nueva Escocia, con totales menores en varios otros lugares.